# Michael Svensson
Michael Svensson (Värnamo, 25 de novembro de 1975) é um ex-futebolista sueco que atuava como meia. Atuou pela Seleção Sueca de Futebol na Copa do Mundo FIFA de 2002.

## Títulos
Halmstads BK
- Campeonato Sueco: 2000